# توشيو يامادا
توشيو يامادا (باليابانية: 山田俊男؛ بالكانا: やまだ としお) هو سياسي ياباني، ولد في 1946. نشط حزبياً في الحزب الليبرالي الديمقراطي الياباني. وقد انتخب عضو مجلس المستشارين وقد انضم خلال فترته النيابية  للكتلة البرلمانية الحزب الليبرالي الديمقراطي الياباني.